# Демидов Олександр Анатолійович
Демидов Олександр Анатолійович - директор Миронівського інституту пшениці імені В.М. Ремесла НААН України. Заслужений працівник сільського господарства України, професор, доктор сільськогосподарських наук, академік НААН.

## Біографія
Народився Олександр Демидов 8 червня 1960 року у смт. Магдалинівка, Дніпропетровської області. У 1976 році закінчив середню школу, має вищу освіту Дніпропетровського ордена Трудового Червоного прапора сільськогосподарського інституту.
Одружений має доньку і сина.
Освіта
- 1983 р. — закінчив Дніпропетровський сільськогосподарський інститут.

- 1995 р. — отримав другу освіту за фахом Економіст-організатор сільськогосподарського виробництва.

- 1996 р. — захистив кандидатську дисертацію на тему «Особливості вегетації і продуктивність післяукісного соняшника в Дніпропетровській області в залежності від способів і густоти посівів».

- 2014 р. — захистив дисертацію доктора сільськогосподарських наук.
- 2020 р. — нагороджений орденом «За заслуги» І ступеню.

Нагороди
- Почесне звання «Заслужений працівник сільського господарства України» (№ 209 від 11.11.1992 р.);

- Трудова відзнака «Знак пошани» (№ 226-К від 02.06.2008 р.);

- Орден «За заслуги» ІІІ ступеня (№ 1025/2008 від 10.11.2008 р.);

- Орден «За заслуги» ІІ ступеня (№ 1045/2011 від 18.11.2011 р.);

- Орден «За заслуги» І ступеня (Указ Президента України №18/2020 від 21.01.2020 р.);

- Подяка Прем’єр-міністра України (№ 12946 від 18.11.2010 р.);

- Почесна грамота Верховної Ради України (№ 904 від 14.12.2012 р.);

- Відзнака Міністерства аграрної політики та продовольства України (2019 р.).

- Нагороджений Почесною відзнакою УААН (№ 0714 від 29.05.2013 р.).

Окрім цього заслуги О. А. Демидова відзначено низкою нагород регіонального рівня та громадських організацій:
- Подяка Київської обласної ради (грудень 2017 р.);

- Подяка Київського міського голови (№ 97888 від 19.11.2017 р.);

- Орден «Козацька слава» ІІ ступеня МГО «Козацтво запорізьке» (№ 0985 від 18.04.2015 р.);

- Почесне звання «Лицар Вітчизни» з врученням «Золотого хреста честі і звитяги» (2018 р.);

- Грамота міжнародного проєкту «Україна й українці – цвіт нації, гордість країни»;

- Орден Золотого тріумфального сокола на срібній зірці, з врученням іменного кортика національної гідності «За громадянську доблесть» (2019 р.) та ін.

Наукові праці та винаходи
Автор 286 публікацій у тому числі дев'яти монографій, навчального посібника, дев'яти статей, які включені до міжнародних наукометричних баз Scopus та Web of Science Core Collection, 46 патентів на винаходи та 37 свідоцтв про авторство на сорти рослин.